# Prêmio César de Melhor Trilha Sonora Original

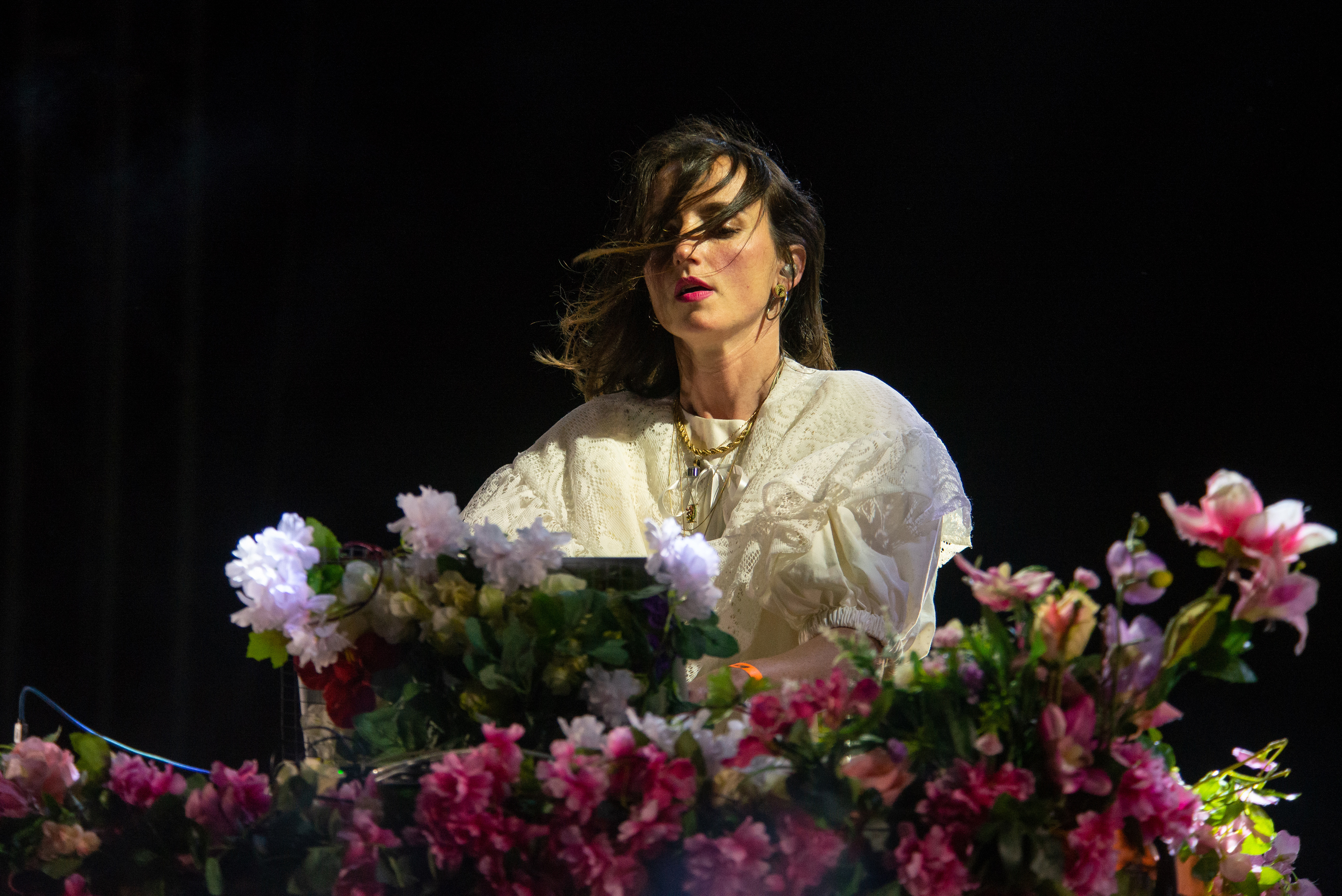
Irène Drésel vencedora do César de melhor trilha sonora original em 2023.

O César de melhor trilha sonora original é um prêmio do cinema francês concedido pela Academia de Artes e Técnicas Cinematográficas desde a primeira cerimônia de premiação em 3 de abril de 1976 no Palais des Congrès em Paris.

## Lista de prêmios

### Anos 1970
- 1976: Le Vieux fusil – François de Roubaix
  - India Song – Carlos d'Alessio
  - Que la fête commence – Philippe d'Orléans e Antoine Duhamel
  - Un linceul n'a pas de poches – Paul de Senneville e Olivier Toussaint

- 1977: Barocco – Philippe Sarde
  - Le Grand escogriffe – Georges Delerue
  - Police Python 357 – Georges Delerue
  - Je t'aime moi non plus – Serge Gainsbourg
  - Le Juge et l'assassin – Philippe Sarde
  - À nous les petites Anglaises – Mort Shuman

- 1978: Providence – Miklós Rózsa
  - L'Animal – Vladimir Cosma
  - Bilitis – Francis Lai
  - Le Crabe-tambour – Philippe Sarde

- 1979: Préparez vos mouchoirs – Georges Delerue
  - La Chanson de Roland – Antoine Duhamel
  - Violette Nozière – Pierre Jansen
  - Une histoire simple – Philippe Sarde

### Anos 1980
- 1980: L'Amour en fuite – Georges Delerue
  - La Dérobade –  Vladimir Cosma
  - I... comme Icare – Ennio Morricone
  - Tess – Philippe Sarde

- 1981: Le Dernier métro – Georges Delerue
  - La Mort en direct – Antoine Duhamel
  - Je vous aime – Serge Gainsbourg
  - Atlantic City – Michel Legrand

- 1982: Diva – Vladimir Cosma
  - Les Uns et les autres – Michel Legrand et Francis Lai
  - La Guerre du feu – Philippe Sarde
  - Le Professionnel – Ennio Morricone

- 1983: Le Retour de Martin Guerre – Michel Portal
  - Une chambre en ville – Michel Colombier
  - La Boum 2 – Vladimir Cosma et Francis Lai
  - La Passante du Sans-Souci – Georges Delerue

- 1984: O Baile – Vladimir Cosma
  - Tchao pantin – CharlÉlie Couture
  - L'Été meurtrier – Georges Delerue
  - Équateur – Serge Gainsbourg

- 1985: Les Cavaliers de l'orage – Michel Portal
  - L'Amour à mort – Hans Werner Henze
  - Rue barbare – Bernard Lavilliers
  - Paroles et musique – Michel Legrand

- 1986: Tangos, l'exil de Gardel – Astor Piazzolla
  - On ne meurt que deux fois – Claude Bolling
  - Bras de fer – Michel Portal
  - Subway – Éric Serra

- 1987: Autour de minuit – Herbie Hancock
  - Tenue de soirée – Serge Gainsbourg
  - Jean de Florette – Jean-Claude Petit
  - 37°2 le matin – Gabriel Yared

- 1988: Champ d'honneur – Michel Portal
  - Les Innocents – Philippe Sarde
  - Agent trouble – Gabriel Yared

- 1989: Le Grand bleu – Éric Serra
  - Itinéraire d'un enfant gâté – Francis Lai
  - Camille Claudel – Gabriel Yared

### Anos 1990
- 1990: La Vie et rien d'autre – Oswald d'Andréa
  - Monsieur Hire – Michael Nyman
  - Un monde sans pitié – Gérard Torikian

- 1991: Cyrano de Bergerac – Jean-Claude Petit
  - La Gloire de mon père et Le Château de ma mère – Vladimir Cosma
  - Nikita – Éric Serra

- 1992: Todas as Manhãs do Mundo – Jordi Savall
  - Delicatessen – Carlos D'Alessio
  - Mayrig – Jean-Claude Petit
  - A Dupla Vida de Véronique – Zbigniew Preisner

- 1993: O Amante – Gabriel Yared
  - Les Nuits fauves – René-Marc Bini
  - Diên Biên Phu – Georges Delerue
  - Indochine – Patrick Doyle

- 1994: Un, deux, trois, soleil – Cheb Khaled
  - Les Visiteurs – Éric Lévi
  - Trois couleurs : Bleu – Zbigniew Preisner
  - Germinal – Jean-Louis Roques

- 1995: Trois Couleurs: Rouge – Zbigniew Preisner
  - La Reine Margot – Goran Bregovic
  - La Fille de d'Artagnan – Philippe Sarde
  - Léon – Éric Serra

- 1996: Élisa – Zbigniew Preisner, Michel Colombier et Serge Gainsbourg
  - La Cité des enfants perdus – Angelo Badalamenti
  - Le Hussard sur le toit – Jean-Claude Petit
  - Nelly et Monsieur Arnaud – Philippe Sarde

- 1997: Microcosmos – Bruno Coulais
  - Les Caprices d'un fleuve – René-Marc Bini
  - Un héros très discret – Alexandre Desplat
  - Ridicule – Antoine Duhamel

- 1998: Western – Bernardo Sandoval
  - On connaît la chanson – Bruno Fontaine
  - Marquise – Jordi Savall
  - Le Bossu – Philippe Sarde
  - O Quinto Elemento – Éric Serra

- 1999: Gadjo Dilo – Tony Gatlif
  - Taxi – IAM
  - Hasards ou coïncidences – Francis Lai et Claude Bolling
  - Jeanne et le garçon formidable – Philippe Miller

### Anos 2000
- 2000: Himalaya: L'Enfance d'un chef – Bruno Coulais
  - Les Enfants du marais – Pierre Bachelet
  - Est-Ouest – Patrick Doyle
  - Joana d'Arc – Éric Serra

- 2001: Vengo – Tony Gatlif, La Caïta, Cheikh Ahmad al-Tûni et Tomatito
  - Saint-Cyr – John Cale
  - pour Les Rivières pourpres – Bruno Coulais
  - Harry, un ami qui vous veut du bien – David Sinclair Whitaker

- 2002: Le Fabuleux Destin d'Amélie Poulain – Yann Tiersen
  - Le Peuple migrateur – Bruno Coulais
  - Sur mes lèvres – Alexandre Desplat
  - O Pacto dos Lobos – Joseph LoDuca

- 2003: O Pianista – Wojciech Kilar
  - Amen. – Armand Amar
  - Laissez-passer – Antoine Duhamel
  - 8 Mulheres – Krishna Levy

- 2004: Les Triplettes de Belleville – Benoît Charest
  - Monsieur N. – Stephan Eicher
  - Pas sur la bouche – Bruno Fontaine
  - Bon voyage – Gabriel Yared

- 2005: Les Choristes – Bruno Coulais
  - Un long dimanche de fiançailles – Angelo Badalamenti
  - L'Équipier – Nicola Piovani
  - Exils – Tony Gatlif

- 2006: De battre mon cœur s'est arrêté – Alexandre Desplat
  - Va, vis et deviens – Armand Amar
  - Joyeux Noël – Philippe Rombi
  - La Marche de l'empereur – Émilie Simon

- 2007: Ne le dis à personne – -M-
  - Dias de Glória – Armand Amar
  - La Tourneuse de pages – Jérôme Lemonnier
  - Cœurs – Mark Snow
  - Azur et Asmar – Gabriel Yared

- 2008: Les Chansons d'amour – Alex Beaupain
  - Persépolis – Olivier Bernet
  - L'Ennemi intime – Alexandre Desplat
  - Un secret – Zbigniew Preisner
  - Faut que ça danse! – Archie Shepp

- 2009: Séraphine – Michael Galasso
  - Il y a longtemps que je t'aime – Jean-Louis Aubert
  - Mesrine: L'Instinct de mort e Mesrine: L'Ennemi public n° 1 – Marco Beltrami et Marcus Trumpp
  - Le Premier jour du reste de ta vie – Sinclair
  - Faubourg 36 – Reinhardt Wagner

### Anos 2010
- 2010: Le Concert – Armand Amar
  - Non ma fille tu n'iras pas danser – Alex Beaupain
  - Un prophète – Alexandre Desplat
  - À l'origine – Cliff Martinez
  - Welcome – Nicola Piovani

- 2011: O Escritor Fantasma – Alexandre Desplat
  - Océans – Bruno Coulais
  - L'Arbre – Grégoire Hetzel
  - Liberté – Delphine Mantoulet et Tony Gatlif
  - Bus Palladium – Yarol Poupaud
  - La Princesse de Montpensier – Philippe Sarde

- 2012: O Artista – Ludovic Bource
  - Les Bien-Aimés – Alex Beaupain
  - L'Apollonide - Souvenirs de la maison close – Bertrand Bonello
  - Um Monstro em Paris – Matthieu Chedid et Patrice Renson
  - L'Exercice de l'État – Philippe Schœller

- 2013: Ferrugem e Osso – Alexandre Desplat
  - Adeus, Minha Rainha – Bruno Coulais
  - Camille redouble – Gaëtan Roussel et Joseph Dahan
  - Dans la maison – Philippe Rombi
  - Populaire – Rob et Emmanuel d'Orlando

- 2014: Michael Kohlhaas – Martin Wheeler
  - Casse-tête chinois – Loïk Dury, Christophe Minck
  - Alceste à bicyclette – Jorge Arriagada
  - A Espuma dos Dias – Étienne Charry
  - La Vénus à la fourrure – Alexandre Desplat

- 2015: Timbuktu – Amine Bouhafa
  - Bande de filles – Jean-Baptiste de Laubier
  - Bird People – Béatrice Thiriet
  - Les Combattants – Lionel Flairs, Benoît Rault, Philippe Deshaies
  - Yves Saint Laurent – Ibrahim Maalouf

- 2016: Mustang – Warren Ellis
  - Les Cowboys – Raphael
  - En mai, fais ce qu'il te plaît – Ennio Morricone
  - Mon roi – Stephen Warbeck
  - Trois souvenirs de ma jeunesse – Grégoire Hetzel

- 2017: Dans les forêts de Sibérie - Ibrahim Maalouf
  - Chocolat - Gabriel Yared
  - Elle - Anne Dudley
  - Frantz - Philippe Rombi
  - Ma vie de Courgette - Sophie Hunger

- 2018: 120 battements par minute – Arnaud Rebotini
  - Au revoir là-haut – Christophe Julien
  - Grave – Jim Williams
  - Petit Paysan – Myd
  - Visages, villages - Matthieu Chedid

- 2019: Guy - Vincent Blanchard et Romain Greffe
  - Amanda - Anton Sanko
  - En liberté! - Camille Bazbaz
  - Les Frères Sisters - Alexandre Desplat
  - Pupille - Pascal Sangla
  - Un amour impossible - Grégoire Hetzel

### Anos 2020
- 2020: J'ai perdu mon corps - Dan Levy
  - Atlantique  - Fatima Al Qadiri
  - J'accuse - Alexandre Desplat
  - Os Miseráveis  - Marco Casanova et Kim Chapiron
  - Roubaix, une lumière - Grégoire Hetzel

- 2021: La Nuit venue - Rone
  - ADN - Stephen Warbeck
  - Antoinette dans les Cévennes - Mateï Bratescot
  - Verão de 85 - Jean-Benoît Dunckel
  - Adieu les cons - Christophe Julien

- 2022: Annette - Ron et Russell Mael (Sparks)
  - BAC Nord - Guillaume Roussel
  - Boîte noire - Philippe Rombi
  - Les Olympiades - Rone
  - La Panthère des neiges - Warren Ellis et Nick Cave

- 2023: À plein temps - Irène Drésel
  - Coupez! - Alexandre Desplat
  - L'Innocent - Grégoire Hetzel
  - La Nuit du 12 - Olivier Marguerit
  - Pacifiction: Tourment sur les Îles - Marc Verdaguer et Joe Robinson
  - Les Passagers de la nuit - Anton Sanko

## Múltiplas nomeações

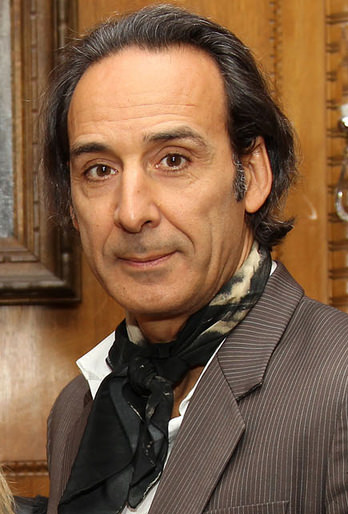
Alexandre Desplat em 2015.

Vários compositores foram indicados diversas vezes. Alguns (em negrito) receberam a premiação diversas vezes (número especificado entre parênteses):
11: Philippe Sarde, Alexandre Desplat (3)
7: Georges Delerue (3) - Bruno Coulais (3) - Gabriel Yared
6: Vladimir Cosma (2) - Éric Serra
5: Serge Gainsbourg - Francis Lai - Antoine Duhamel - Zbigniew Preisner (2) - Grégoire Hetzel
4: Michel Portal (3) - Tony Gatlif (2) - Jean-Claude Petit - Armand Amar
3: Michel Legrand - Alex Beaupain - Ennio Morricone - Philippe Rombi - Matthieu Chedid
2: Carlos d'Alessio - Michel Colombier - René-Marc Bini - Jordi Savall - Claude Bolling - Patrick Doyle - Bruno Fontaine - Angelo Badalamenti - Nicola Piovani - Ibrahim Maalouf - Stephen Warbeck - Christophe Julien